# Броган, Фрэнк (футболист)
Фрэнк Энтони Броган (англ. Frank Anthony Brogan; 3 августа 1942, Глазго — 29 апреля 2021, Фолкерк) — шотландский футболист, игравший на позиции атакующего полузащитника. Старший брат Джима Брогана.

## Биография

### Игровая карьера
Фрэнк Броган начинал карьеру в «Селтике», за который дебютировал в Шотландском Первом дивизионе 21 февраля 1962 года в матче против клуба «Харт оф Мидлотиан» — тот матч закончился со счётом 2:2. В составе «кельтов» играл три сезона, сыграл 37 матчей и забил 13 голов.
В 1964 году перешёл в «Ипсвич Таун», в котором играл в течение семи сезонов и сыграл 223 матча, забив 69 голов. Завершил карьеру в «Галифакс Таун», в котором играл на протяжении двух сезонов.

### Смерть
Скончался 29 апреля 2021 года в Фолкерке в возрасте 78 лет.